# Південні Оркнейські острови
Південні Оркнейські острови (англ. South Orkney Islands) — група островів у Південному океані.

## Історія
Південні Оркнейські острови були відкриті 1821 року двома мисливцями на тюленів, Натаніелом Палмером і Джорджем Пауеллом. Первинно острови було названо Групою Пауелла, а головний стрів отримав назву Острова Коронації, оскільки відкриття сталось у рік коронації короля Георга IV. У 1823 році острови відвідав Джеймс Ведделл, який дав архіпелагу його сучасне ім'я (на честь Оркнейських островів, що належать Шотландії) та перейменував низку островів. Що цікаво, Південні Оркнейські острови розташовані майже на тій самій широті у Південній півкулі, що Оркнейські острови у північній (60°Пд і 59 °Пн, відповідно), хоча невідомо, чи відіграло це роль під час надання імені островам.
Надалі острови часто відвідувались мисливцями на тюленів та китобоями, але до експедиції Вільяма Брюса у 1903 році, який перезимував на острові Лорі (Laurie), не проводилось жодних досліджень. Брюс дослідив острови й організував метеорологічну станцію, яка перейшла до метеорологів з Аргентини після його відплиття у 1904 році. Ця станція діє донині та є найстарішою постійно населеною станцією в Антарктиці.
У 1908 році Велика Британія в односторонньому порядку оголосила про свій суверенітет над усіма антарктичними територіями на південь від Фолклендських островів, включаючи Південні Оркнейські острови. На острові Сайні (Signy Island) було засновано біологічну дослідницьку станцію.
До 1961 року на острови претендували Аргентина й Велика Британія як на частину Фолклендських (Мальвінських) островів. Після підписання угоди про Антарктику 1959 року питання щодо приналежності островів було заморожено, і їх може використовувати будь-яка держава-підписант угоди про невикористання у військових цілях.
Велика Британія все ще претендує на острови як на частину Британської Антарктичної Території, Аргентина ж вважає острови частиною аргентинської Антарктики. І у Великої Британії, і в Аргентини є на островах науково-дослідницька станція.

## Географія і клімат
Острови розташовані між 60°30' і 60°83' Пд. Ш., 44°25' та 46°25' З. Д. у так званому Південному океані.
Архіпелаг складається з чотирьох основних островів, найбільший з яких острів Коронейшн; його найвища точка гора Нівея (англ. Mount Nivea) сягає позначки 1266 м над рівнем моря. Крайній східний з островів — острів Лорі (Laurie Island). Ще менші острови Пауелл (Powell Island) та Сайні (Signy Island), а також кілька зовсім дрібних островів під назвою острови Седдл (Saddle Islands). Загальна площа островів — 620 км², більша їх частина вкрита льодовиками.
Острови Недоступності лежать приблизно у 15 морських милях на захід та іноді також вважаються частиною Південних Оркнейських островів.
Клімат Південних Оркнейських островів холодний, вологий та вітряний. Середня температура взимку (липень) — −10°C, середня температура влітку — близько 0°C. Максимальні значення можуть сягати −44 °C та +12 °C, відповідно.

## Полярні станції
- Оркадас (з 1904)
- Сайні-Айленд (з 1947)